# HD 59686 b
HD 59686 b (بالإنجليزية: HD 59686 b)‏ الذي يرمز له بالرمز HD 59686b، هو كوكب خارج المجموعة الشمسية، في كوكبة التوأمان، يتبع HD 59686 ‏.

## الاكتشاف
اكتشف في 16 نوفمبر 2003، وكانت طريقة الاكتشاف دوبلر الطيفي.